# Isabella d'Orléans
Isabella d'Orléans, duchessa di Guisa, in francese Isabelle Marie Laure Mercédès Ferdinande d'Orléans, princesse de France (Eu, 7 maggio 1878 – Larache, 21 aprile 1961), fu un membro della famiglia reale degli Orléans e, per matrimonio, considerata dagli Orleanisti "Regina di Francia" dal 1926 alla sua morte.

## Biografia

### Infanzia ed esilio

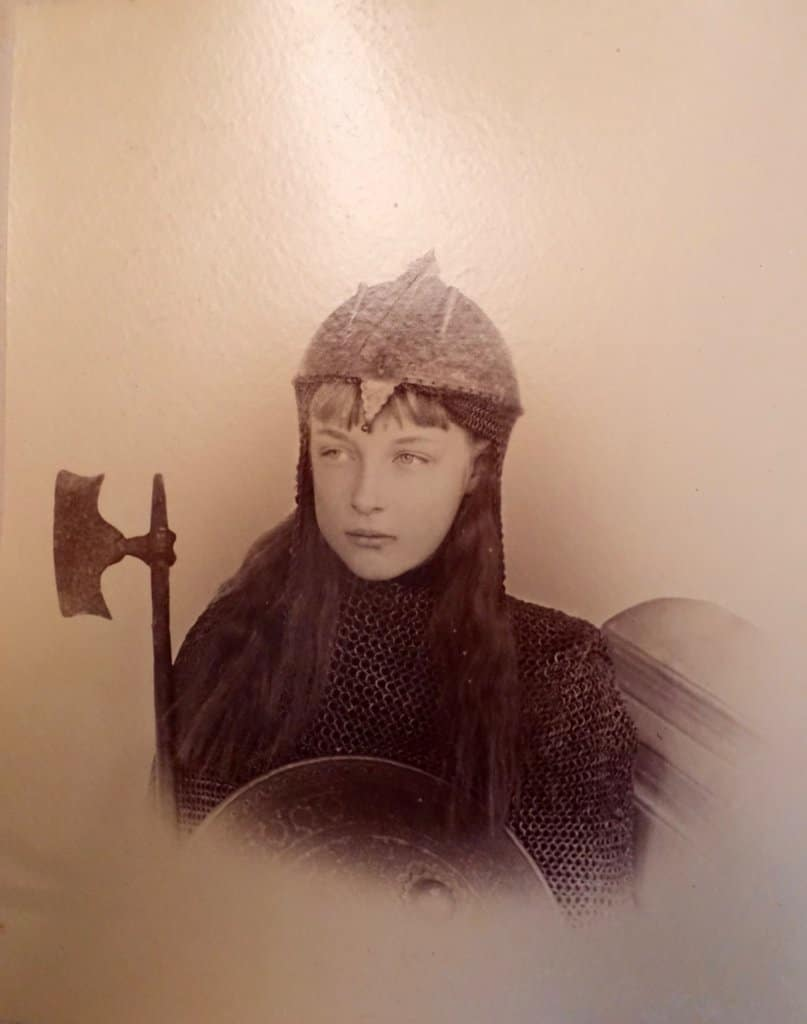
La giovane Isabella in abito di scena

Suo padre era Luigi Filippo Alberto d'Orléans, conte di Parigi, figlio di Ferdinando Filippo d'Orléans e di Elena di Meclemburgo-Schwerin; sua madre era Maria Isabella d'Orléans, infanta di Spagna, figlia di Antonio d'Orléans e di Luisa Ferdinanda di Borbone-Spagna.
Miou, come la chiamavano in famiglia, trascorse i primi anni della sua vita in Normandia, insieme ai suoi genitori. Ma nel 1886, quando aveva appena otto anni, la legge dell'esilio, che riguardava i membri della famiglia, fu promulgata dal governo della Terza Repubblica.

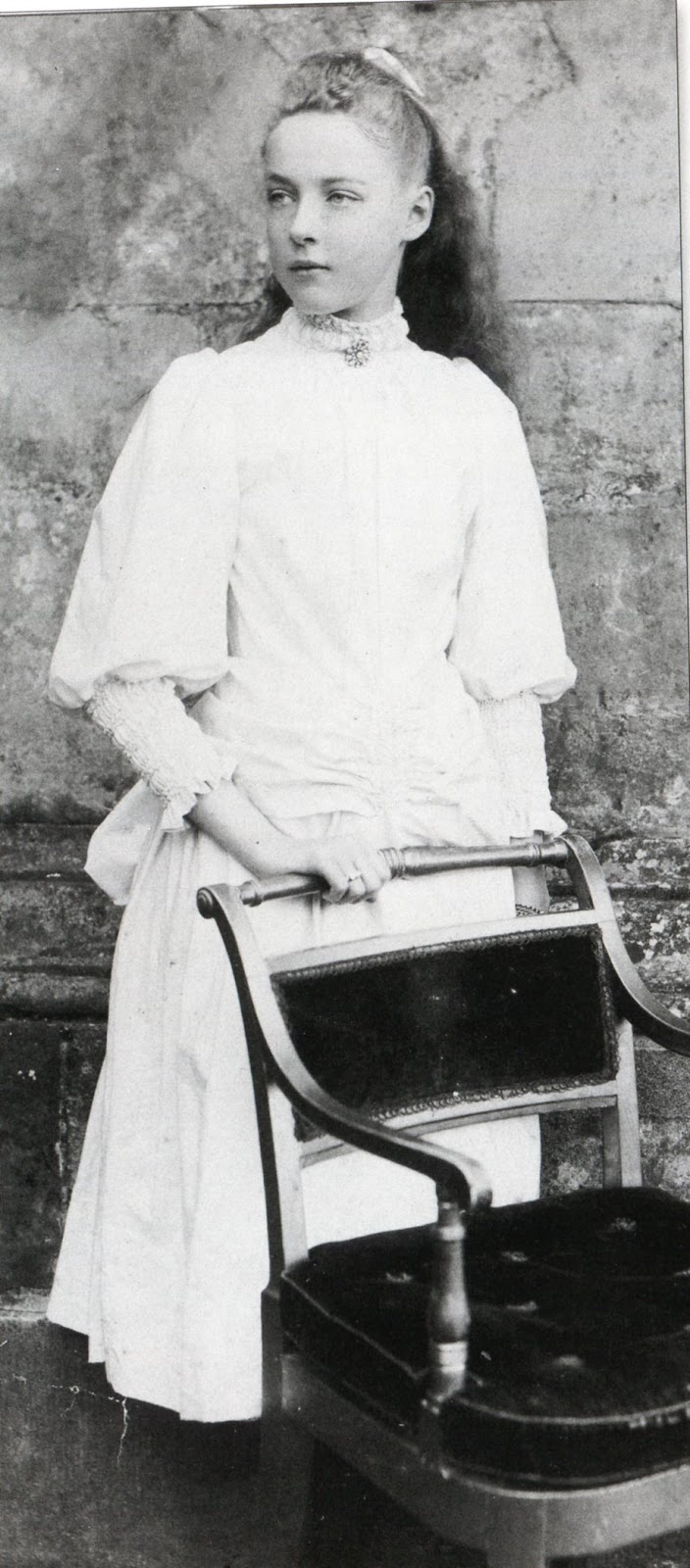
Isabella d'Orléans nei tardi anni '80 dell'Ottocento

La giovane Isabella dovette lasciare il castello d'Eu per andare con i suoi genitori e i suoi fratelli e sorelle a Stowe House, nel Regno Unito, e poi a Villamanrique de la Condesa, in Spagna. Successivamente, tuttavia, Isabella poté occasionalmente tornare in Francia, poiché la legge riguardava solo i capi delle famiglie che avevano governato in Francia e i loro eredi diretti, e le donne erano escluse dalle funzioni di capofamiglia dalla legge del 26 ventoso, anno XI (17 marzo 1803), che rimase in vigore fino al 1970.
Da giovane, Isabella fu educata in un ambiente selezionato in cui la cultura, e in particolare la storia, svolgevano un ruolo fondamentale; ciononostante, come la maggior parte dei membri della sua famiglia, mostrò di avere una pessima ortografia, come si evidenzia dalla sua corrispondenza.

### Trattative matrimoniali

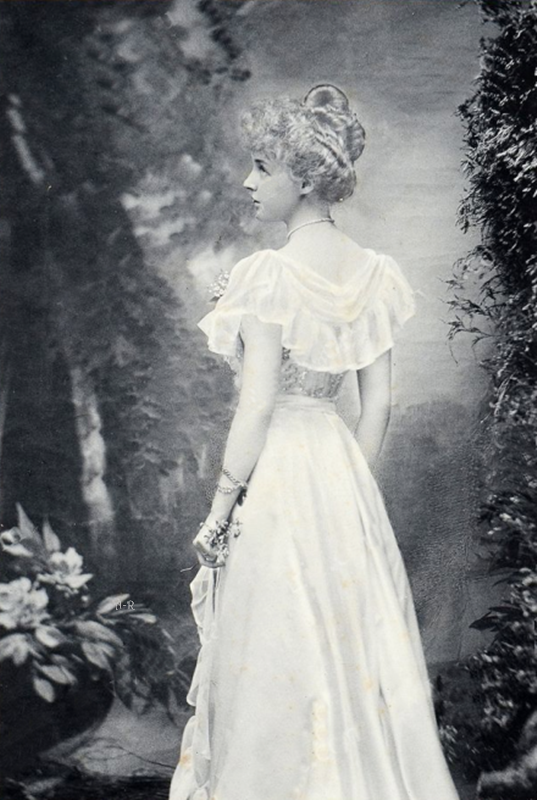
La principessa Isabella nel 1898 circa

Crescendo, divenne una ragazza molto carina, il che, sommato alla qualità di pretendente al trono rivendicato da suo padre, le permise di avere moltissimi pretendenti. Tra questi, il più notevole è certamente il futuro Alberto I del Belgio, ma dovette purtroppo abbandonare l'idea per l'opposizione di suo zio, il re Leopoldo II che temeva le reazioni di Parigi per un matrimonio con la figlia di un pretendente esiliato.

### Matrimonio

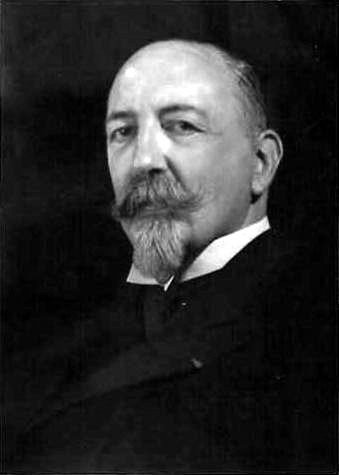
Giovanni d'Orléans, duca di Guisa

Isabelle sposò a Twickenham, il 30 ottobre 1899, suo cugino Giovanni di Guisa. Giovanni era figlio di Roberto d'Orléans e di Francesca Maria d'Orléans. A quel tempo, Isabella e suo marito ricevettero da suo fratello, Filippo VIII, duca d'Orleans, i titoli di cortesia di duca e duchessa di Guisa.
Per diversi anni, la coppia visse tra Parigi e le loro terre di Le Nouvion-en-Thiérache. Dopo la nascita del loro ultimogenito, si trasferirono in Marocco.
Durante la prima guerra mondiale, il Duca di Guisa tornò in Francia per militare come delegato della Croce Rossa vicino al fronte, ma sua moglie e i suoi figli restarono in Marocco.

### Duchessa d'Orléans

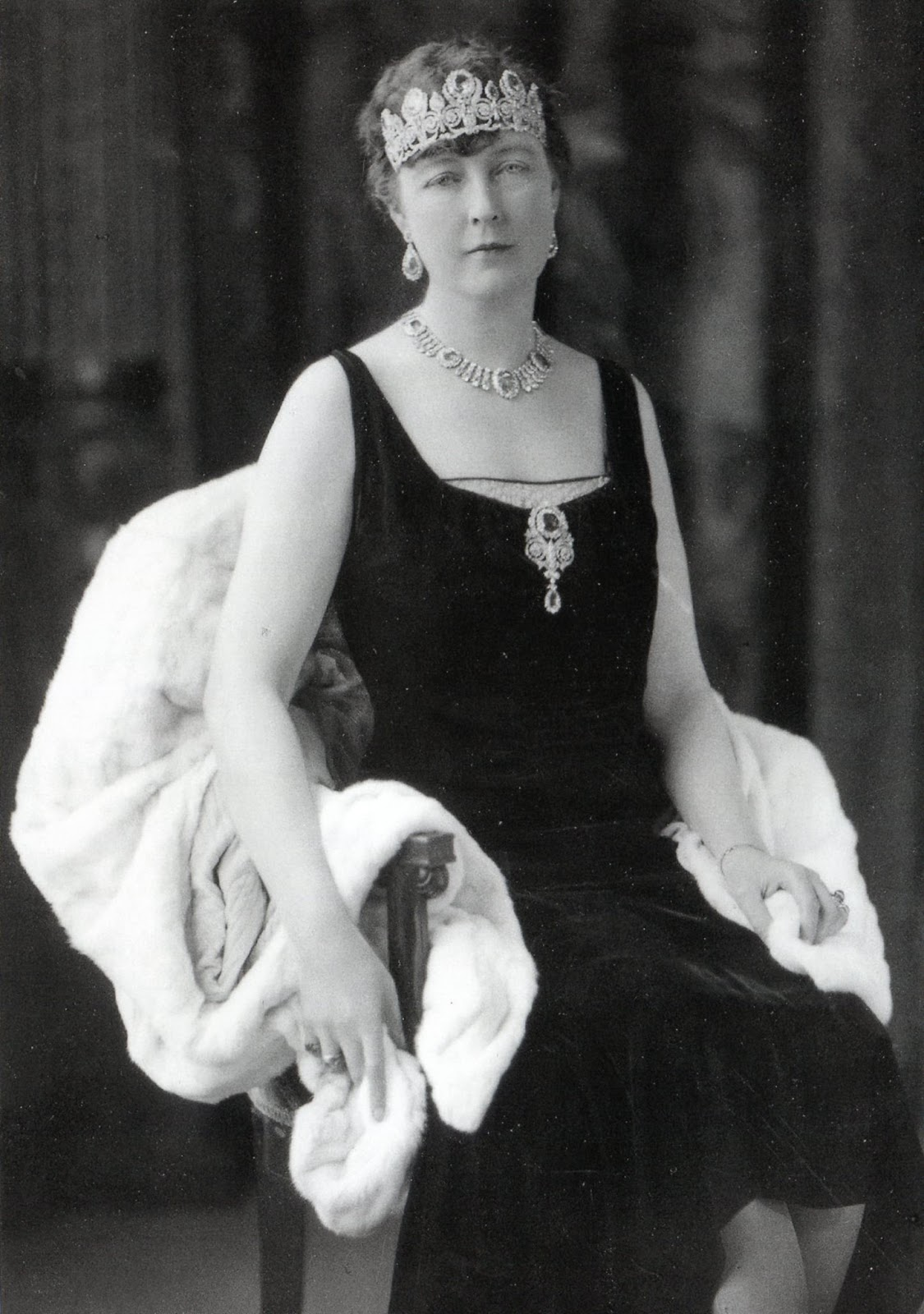
Isabella d'Orléans, duchessa d'Orléans e di Guisa

Fu solo dopo la morte del fratello della duchessa di Guisa e l'aspirazione del marito a capo della casa di Francia, nel 1926, che la coppia si stabilì nel Manoir d'Angiò, in Belgio. E mentre il nuovo pretendente parlava di politica con i militanti francesi che venivano regolarmente a visitarlo, la Duchessa d'Orléans si occupava di opere di beneficenza e divenne sponsor particolare dei campi estivi per i bambini poveri.

### Ultimi anni e morte

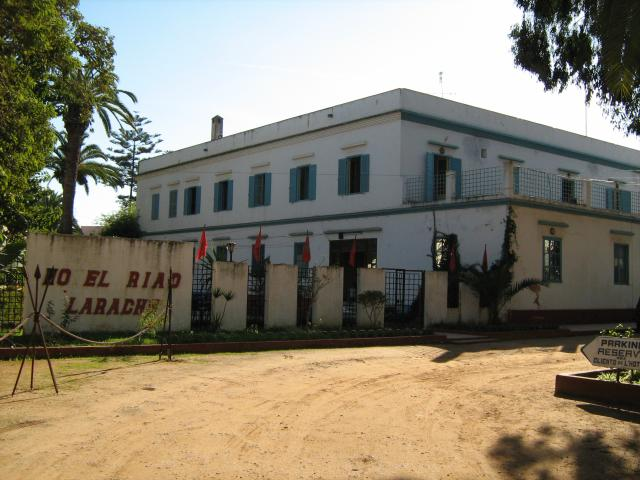
Villa Guisa a Larache

Allo scoppio della seconda guerra mondiale, il Duca e la Duchessa di Guisa tornarono in Marocco. Suo marito morì poco dopo l'inizio dell'occupazione tedesca della Francia. Circondata da suo figlio, il nuovo conte di Parigi, sua nuora e diversi nipoti, la duchessa di Guisa non si perse di coraggio: mantenne le sue funzioni caritatevoli visitando regolarmente i diseredati e gestendo la "Casa del Niño", un'istituzione da lei fondata e dedicata al soccorso dei bambini poveri.

## Discendenza

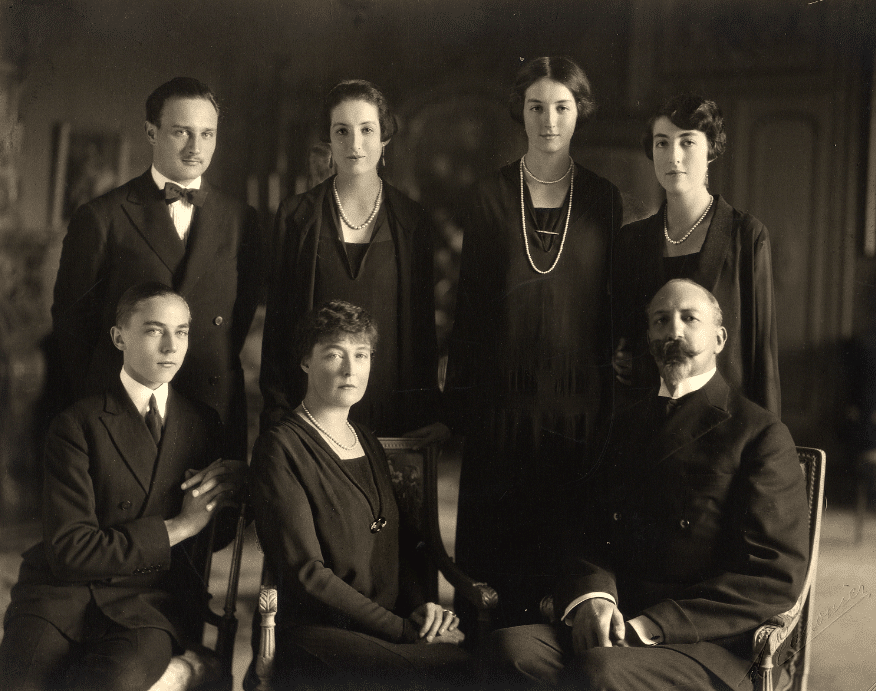
Giovanni di Guisa, Isabella d'Orléans ed i loro figli nel 1925

Dal matrimonio tra Isabella e Giovanni di Guisa sono nati quattro figli:
- Isabella di Francia (1900-1983), che sposò in prime nozze, nel 1923, il conte Bruno d'Harcourt, al quale diede quattro figli; rimasta vedova nel 1930, nel 1934 sposò in seconde nozze il principe Pierre Murat;
- Francesca d'Orléans (1902-1953), che sposò Cristoforo di Grecia;
- Anna d'Orléans (1906-1986), che sposò Amedeo di Savoia-Aosta, duca d'Aosta e Viceré d'Etiopia;
- Enrico VI (1908-1999), conte di Parigi e pretendente al trono di Francia e di Navarra, che sposò Isabella d'Orléans-Braganza.

## Ascendenza
|                                    |                          |                                            | Genitori                                     |  |  | Nonni |  |  | Bisnonni                 |  |  | Trisnonni                           |  |
|                                    |                          |                                            |                                              |  |  |       |  |  | Luigi Filippo di Francia |  |  | Luigi Filippo II di Borbone-Orléans |  |
|                                    |                          |                                            |                                              |  |  |       |  |  | Luigi Filippo di Francia |  |  | Luigi Filippo II di Borbone-Orléans |  |
|                                    |                          | Luisa Maria Adelaide di Borbone-Penthièvre |                                              |  |  |       |  |  | Luigi Filippo di Francia |  |  |                                     |  |
| Ferdinando Filippo d'Orléans       |                          |                                            |                                              |  |  |       |  |  | Luigi Filippo di Francia |  |  |                                     |  |
|                                    |                          | Maria Amalia di Borbone-Due Sicilie        | Ferdinando I delle Due Sicilie               |  |  |       |  |  |                          |  |  |                                     |  |
|                                    |                          | Maria Amalia di Borbone-Due Sicilie        | Ferdinando I delle Due Sicilie               |  |  |       |  |  |                          |  |  |                                     |  |
|                                    |                          | Maria Amalia di Borbone-Due Sicilie        | Maria Carolina d'Asburgo-Lorena              |  |  |       |  |  |                          |  |  |                                     |  |
| Luigi Filippo Alberto d'Orléans    |                          | Maria Amalia di Borbone-Due Sicilie        |                                              |  |  |       |  |  |                          |  |  |                                     |  |
|                                    |                          | Federico Ludovico di Meclemburgo-Schwerin  | Federico Francesco I di Meclemburgo-Schwerin |  |  |       |  |  |                          |  |  |                                     |  |
|                                    |                          | Federico Ludovico di Meclemburgo-Schwerin  | Federico Francesco I di Meclemburgo-Schwerin |  |  |       |  |  |                          |  |  |                                     |  |
|                                    |                          | Federico Ludovico di Meclemburgo-Schwerin  | Luisa di Sassonia-Gotha-Altenburg            |  |  |       |  |  |                          |  |  |                                     |  |
| Elena di Meclemburgo-Schwerin      |                          | Federico Ludovico di Meclemburgo-Schwerin  |                                              |  |  |       |  |  |                          |  |  |                                     |  |
|                                    |                          | Carolina Luisa di Sassonia-Weimar-Eisenach | Carlo Augusto di Sassonia-Weimar-Eisenach    |  |  |       |  |  |                          |  |  |                                     |  |
|                                    |                          | Carolina Luisa di Sassonia-Weimar-Eisenach | Carlo Augusto di Sassonia-Weimar-Eisenach    |  |  |       |  |  |                          |  |  |                                     |  |
|                                    |                          | Carolina Luisa di Sassonia-Weimar-Eisenach | Luisa Augusta d'Assia-Darmstadt              |  |  |       |  |  |                          |  |  |                                     |  |
| Isabella d'Orléans                 |                          | Carolina Luisa di Sassonia-Weimar-Eisenach |                                              |  |  |       |  |  |                          |  |  |                                     |  |
|                                    | Luigi Filippo di Francia | Luigi Filippo II di Borbone-Orléans        |                                              |  |  |       |  |  |                          |  |  |                                     |  |
|                                    | Luigi Filippo di Francia | Luigi Filippo II di Borbone-Orléans        |                                              |  |  |       |  |  |                          |  |  |                                     |  |
|                                    | Luigi Filippo di Francia | Luisa Maria Adelaide di Borbone-Penthièvre |                                              |  |  |       |  |  |                          |  |  |                                     |  |
| Antonio d'Orléans                  | Luigi Filippo di Francia |                                            |                                              |  |  |       |  |  |                          |  |  |                                     |  |
|                                    |                          | Maria Amalia di Borbone-Due Sicilie        | Ferdinando I delle Due Sicilie               |  |  |       |  |  |                          |  |  |                                     |  |
|                                    |                          | Maria Amalia di Borbone-Due Sicilie        | Ferdinando I delle Due Sicilie               |  |  |       |  |  |                          |  |  |                                     |  |
|                                    |                          | Maria Amalia di Borbone-Due Sicilie        | Maria Carolina d'Asburgo-Lorena              |  |  |       |  |  |                          |  |  |                                     |  |
| Maria Isabella d'Orléans           |                          | Maria Amalia di Borbone-Due Sicilie        |                                              |  |  |       |  |  |                          |  |  |                                     |  |
|                                    |                          | Ferdinando VII di Spagna                   | Carlo IV di Spagna                           |  |  |       |  |  |                          |  |  |                                     |  |
|                                    |                          | Ferdinando VII di Spagna                   | Carlo IV di Spagna                           |  |  |       |  |  |                          |  |  |                                     |  |
|                                    |                          | Ferdinando VII di Spagna                   | Maria Luisa di Borbone-Parma                 |  |  |       |  |  |                          |  |  |                                     |  |
| Luisa Ferdinanda di Borbone-Spagna |                          | Ferdinando VII di Spagna                   |                                              |  |  |       |  |  |                          |  |  |                                     |  |
|                                    |                          | Maria Cristina di Borbone-Due Sicilie      | Francesco I delle Due Sicilie                |  |  |       |  |  |                          |  |  |                                     |  |
|                                    |                          | Maria Cristina di Borbone-Due Sicilie      | Francesco I delle Due Sicilie                |  |  |       |  |  |                          |  |  |                                     |  |
|                                    |                          | Maria Cristina di Borbone-Due Sicilie      | Maria Isabella di Borbone-Spagna             |  |  |       |  |  |                          |  |  |                                     |  |
|                                    |                          | Maria Cristina di Borbone-Due Sicilie      |                                              |  |  |       |  |  |                          |  |  |                                     |  |